# Scelochilus
Scelochilus é um género botânico pertencente à família das orquídeas (Orchidaceae). Foi proposto por Klotzsch em Allgemeine Gartenzeitung 9: 261, em 1841, ao descrever o Scelochilus ottonis Klotzsch, que é sua espécie tipo. O nome deste gênero refere-se às estruturas corniformes presentes às margens do labelo de suas flores.

## Distribuição
Scelochilus, incluindo o gênero Neokoehleria, por muitos dele considerado sinônimo, agrupa cerca de cinqüenta pequenas espécies epífitas, de crescimento cespitoso, vegetativamente algo parecidas com Comparettia, distribuídas do sul do México às florestas cisandinas da Bolívia ocorrendo até 2700 metros de altitude, a maioria em áreas mais ou menos frescas, três delas registradas para o Brasil.

## Descrição
Apresentam pseudobulbos estreitos, com uma única folha aplanadas em sentido horizontal, na base não equitante nem imbricada. Da base dos pseudobulbos brota a inflorescência mais longa que as folhas, ereta ou arqueada, racemosa com poucas ou diversas flores de tamanho mediano em relação ao porte da planta, mais ou menos agrupadas na extremidade. A primeira vista a inflorescência lembra a das antigas Stenocoryne, consideradas parte de Bifrenaria.
As flores apresentam segmentos coniventes, ou seja, que não se abrem muito, destacando-se em algumas espécies apenas o labelo, nestas mais longo que o restante dos segmentos. Apresentam sépalas laterais concrescidas entre si, na base prolongadas em pequeno calcar mentosiforme. O labelo, algo variável normalmente caracteriza as distinções entre as espécies, curto ou longo, estreito ou largo, pubescente ou glabro, de margens lisas ou serrilhadas, é firmemente soldado à base da coluna, prolongado para dentro do calcar em dois esporões estreitamente separados, inteiro ou trilobado, então com o lobo mediano mais ou menos curto, sempre apresentando dois pares de projeções cornígeras. coluna na base apoda, ou seja não prolongada em pé, com duas polínias ovóides, estipe longo e estreito e viscídio arredondado.

## Filogenia
Scelochilus, junto com Diadenium, Comparettia, Ionopsis e Neokoehleria, que algumas vezes é considerada seu o sinônimo, faz parte de um dos sete subgrupos de pequeno gêneros, que se constitui em um dos cerca de dez agrupamentos da subtribo Oncidiinae, cujos relacionamentos e classificação, segundo critérios filogenéticos, ainda não estão bem delimitados.

## Espécies
1. Scelochilus amboroensis R.Vásquez & Dodson, Revista Soc. Boliv. Bot. 2: 15 (1998).
2. Scelochilus aureus Schltr., Repert. Spec. Nov. Regni Veg. Beih. 19: 144 (1923).
3. Scelochilus auriculatus Rchb.f., Flora 69: 551 (1886).
4. Scelochilus blankei Senghas, Caesiana 8: 23 (1997).
5. Scelochilus brevis Schltr., Repert. Spec. Nov. Regni Veg. 10: 391 (1912).
6. Scelochilus campoverdei D.E.Benn. & Christenson, Brittonia 46: 256 (1994).
7. Scelochilus carinatus Rolfe, Bull. Misc. Inform. Kew 1895: 284 (1895).
8. Scelochilus chiribogae Dodson, Icon. Pl. Trop. 1: t. 288 (1980).
9. Scelochilus corydaloides (Kraenzl.) Garay, Bot. Mus. Leafl. 18: 208 (1958).
10. Scelochilus crucicornibus Senghas, D.E.Benn. & Christenson, Brittonia 50: 183 (1998).
11. Scelochilus delcastilloi D.E.Benn. & Christenson, Icon. Orchid. Peruv.: t. 567 (1998).
12. Scelochilus denticulatus Garay
13. Scelochilus embreei Dodson, Icon. Pl. Trop. 1: t. 289 (1980).
14. Scelochilus equitans (Schltr.) Dodson & M.W.Chase, Monogr. Syst. Bot. Missouri Bot. Gard. 45: 1257 (1993).
15. Scelochilus escobarianus Senghas, Orquideologia 19: 6 (1994).
16. Scelochilus frymirei Dodson, Icon. Pl. Trop. 1: t. 290 (1980).
17. Scelochilus gentryi Dodson, Icon. Pl. Trop. 1: t. 291 (1980).
18. Scelochilus granizoi Königer, Arcula 5: 140 (1996).
19. Scelochilus hauensteinii Königer, Arcula 5: 143 (1996).
20. Scelochilus heterophyllus Rchb.f., Linnaea 41: 105 (1876).
21. Scelochilus hirtzii Dodson, Icon. Pl. Trop., II, 6: t. 580 (1989).
22. Scelochilus jamiesonii Lindl. & Paxton, Paxton's Fl. Gard. 3: 88 (1852).
23. Scelochilus janeae Dodson & R.Vásquez, Icon. Pl. Trop., II, 3: t. 294 (1989).
24. Scelochilus kroemeri R.Vásquez & Dodson, Revista Soc. Boliv. Bot. 3: 31 (2001).
25. Scelochilus langkastii (Senghas) Dodson, Native Ecuadorian Orchids 5: 1180 (2004).
26. Scelochilus langlassei Schltr., Repert. Spec. Nov. Regni Veg. 8: 572 (1910).
27. Scelochilus larae Dodson & R.Vásquez, Icon. Pl. Trop., II, 3: t. 295 (1989).
28. Scelochilus latipetalus C.Schweinf., Amer. Orchid Soc. Bull. 13: 306 (1945).
29. Scelochilus limatamboensis Dodson & R.Vásquez, Icon. Pl. Trop., II, 3: t. 296 (1989).
30. Scelochilus luerae Dodson, Icon. Pl. Trop. 1: t. 294 (1980).
31. Scelochilus markgrafii (Friedrich) Dodson & M.W.Chase, Monogr. Syst. Bot. Missouri Bot. Gard. 45: 1257 (1993).
32. Scelochilus mirthae Königer, Arcula 11: 287 (2001).
33. Scelochilus newyorkorum R.Vásquez, Ibisch & I.G.Vargas, Revista Soc. Boliv. Bot. 4: 35 (2003).
34. Scelochilus ottonis Klotzsch, Allg. Gartenzeitung 9: 261 (1841).
35. Scelochilus pacensium Senghas & Lef., Orquideologia 19: 8 (1994).
36. Scelochilus palatinus Senghas, Lang & Kast, J. Orchideenfr. 9: 28 (2002).
37. Scelochilus paniculatus (C.Schweinf.) Dodson & M.W.Chase, Monogr. Syst. Bot. Missouri Bot. Gard. 45: 1257 (1993).
38. Scelochilus paraguaensis Garay & Dunst., Venez. Orchids Ill. 5: 267 (1972).
39. Scelochilus peruvianus (Schltr.) Dodson & M.W.Chase, Monogr. Syst. Bot. Missouri Bot. Gard. 45: 1257 (1993).
40. Scelochilus portillae Königer, Arcula 7: 214 (1997).
41. Scelochilus rauhii (Senghas) Dodson & M.W.Chase, Monogr. Syst. Bot. Missouri Bot. Gard. 45: 1257 (1993).
42. Scelochilus romansii Dodson & Garay, Icon. Pl. Trop. 5: t. 486 (1982).
43. Scelochilus rubriflorus Senghas, Orchidee (Hamburg) 38: 120 (1987).
44. Scelochilus saccatus (Poepp. & Endl.) Rchb.f. in W.G.Walpers, Ann. Bot. Syst. 6: 689 (1863).
45. Scelochilus seegeri Senghas, Orchideen (Senghas): 172 (1993).
46. Scelochilus serrilabius C.Schweinf., Fieldiana, Bot. 33: 70 (1970).
47. Scelochilus sillarensis Dodson & R.Vásquez, Icon. Pl. Trop., II, 4: t. 372 (1989).
48. Scelochilus stenochilus (Lindl.) Rchb.f. in W.G.Walpers, Ann. Bot. Syst. 6: 689 (1863).
49. Scelochilus topoanus Dodson, Orquideologia 21: 12 (1998).
50. Scelochilus tuerckheimii Schltr., Repert. Spec. Nov. Regni Veg. 10: 252 (1911).
51. Scelochilus tungurahuae Dodson, Selbyana 7: 356 (1984).
52. Scelochilus variegatus Cogn., J. Orchidées 6: 268 (1895).
53. Scelochilus williamsii Dodson, Icon. Pl. Trop., II, 6: t. 581 (1989).